# 張鳳 (明朝御史)
張鳳（？—1461年），字應時，江西省袁州府宜春縣（江西省宜春市）人，軍籍，明朝政治人物。

## 生平
江西鄉試第二十八名舉人。成化十七年（1481年）中式辛丑科三甲第六十四名進士。。弘治年間，擔任雲南府知府。弘治十八年，擔任廣西布政司右參政。正德五年，擔任南京太僕寺少卿。同年，擔任都察院右僉都御史。次年，擔任都察院右僉都御史、右副都御史，巡撫山東。

## 家族
曾祖張貴可；祖父張紳；父張偉，母周氏；繼母陳氏。